# لی یونگ وو
لی یونگ وو (کره‌ای: 이용우؛ زادهٔ ۱۵ آوریل ۱۹۸۱) بازیگر و رقصنده اهل کره جنوبی است. او از دانشگاه ملی هنر کره در رشته رقص فارغ‌التحصیل شد و در سال ۲۰۰۱ به شرکت رقص مدرن Laboratory Dance Project پیوست. لی یونگ وو در سال ۲۰۰۹ حرفهٔ بازیگری خود را آغاز کرد و در مجموعه‌های تلویزیونی همچون بردی بادی و استایل ایفای نقش کرده‌است. او یکی از مربی/داورهای برنامه واقع‌نمای دنسینگ ناین بوده‌است.

## فیلم‌شناسی

### فیلم
| سال  | عنوان             | نقش     |
| ---- | ----------------- | ------- |
| ۲۰۱۱ | لباس مینی مشکی من | سوک وون |
| ۲۰۱۴ | تو خون‌آشام منی    | جاسوس   |

### مجموعه‌های تلویزیونی
| سال  | عنوان                            | نقش           | شبکه           |
| ---- | -------------------------------- | ------------- | -------------- |
| ۲۰۰۹ | استایل                           | کیم مین جون   | اس‌بی‌اس         |
| ۲۰۱۱ | دراما اسپشال «مردان گریه می‌کنند» | سانگ گو       | کی‌بی‌اس۲        |
| ۲۰۱۱ | بک دونگ سو دلاور                 | کنزو          | اس‌بی‌اس         |
| ۲۰۱۱ | بردی بادی                        | جان لی        | تی‌وی‌ان         |
| ۲۰۱۲ | ۱۲ علامت عشق                     | لی جون        | تی‌وی‌ان         |
| ۲۰۱۲ | تعقیب کننده                      | پارک کی جون   | اس‌بی‌اس         |
| ۲۰۱۴ | بالرینو                          | لی سون وو     | ام‌بی‌سی درامانت |
| ۲۰۱۵ | آخرین                            | کانگ سه هون   | جی‌تی‌بی‌سی       |
| ۲۰۱۹ | صدا                              | فوجیاما کیوچی | اوسی‌ان         |
| ۲۰۱۹ | لیگ جذاب                         | گیل چانگ جو   | اس‌بی‌اس         |

### ورایتی شو
| سال     | عنوان       | شبکه | توضیحات |
| ------- | ----------- | ---- | ------- |
| ۲۰۱۳–۱۵ | دنسینگ ناین | ام‌نت | مستر    |

### موزیک ویدئو
| سال  | نام آهنگ         | آرتیست     |
| ---- | ---------------- | ---------- |
| ۲۰۰۹ | «نیمه»           | هوایوبی    |
| ۲۰۱۰ | «مثل یک احمق»    | هانی دو    |
| ۲۰۱۰ | «عشق خواهد آمد»  | بک جی یونگ |
| ۲۰۱۴ | «دابل کیس»       | لنا پارک   |
| ۲۰۱۸ | «وان شات تو شات» | بوآ        |

## جوایز و نامزدی‌ها
| سال  | مراسم جوایز                     | دسته                              | نامزد / اثر | نتیجه |
| ---- | ------------------------------- | --------------------------------- | ----------- | ----- |
| ۱۹۹۹ | بیست و نهمین مسابقه رقص دونگ آه | مدال نقره، دسته دانش آموز         | لی یونگ وو  | برنده |
| ۲۰۰۲ | سی و دومین مسابقه رقص دونگ آ    | مدال طلا، رقصنده مرد در رقص معاصر | لی یونگ وو  | برنده |
| ۲۰۰۹ | جوایز درامای اس‌بی‌اس             | جایزه ستاره تازه‌کار               | استایل      | برنده |